# Lista odcinków programu Sensacje XX wieku
Lista odcinków programu Sensacje XX wieku – pierwsza emisja programu miała miejsce we wrześniu 1983 roku, a ostatnie odcinki miały swoją premierę w siepniu 2005 roku. Program został wznowiony w kwietniu 2015 roku przez National Geographic. Pomysłodawcą i autorem wszystkich odcinków programu jest Bogusław Wołoszański. Przez ponad 22 lata (1983 – 2005) powstało ok. 200 odcinków programu a w 2015 roku 10 odcinków.

## Lista odcinków
Według samego Bogusława Wołoszańskiego pierwszy odcinek programu, który został wyemitowany w 1983 dotyczył zamachu na Hansa Martina Schleyera. 
| Tytuł                                 | Tematyka                                                               | Data premiery        | Czas trwania | Reżyseria         | Produkcja                            |
| ------------------------------------- | ---------------------------------------------------------------------- | -------------------- | ------------ | ----------------- | ------------------------------------ |
| Bitwa o Suez                          | Kryzys sueski                                                          | 1983                 | 30 min       | Tomasz Kostuch    | Telewizja Polska                     |
| Śmierć szpiegom                       |                                                                        | 1983                 |              |                   | Telewizja Polska                     |
| Mata Hari                             | Mata Hari                                                              | 1984                 |              |                   | Telewizja Polska                     |
| Zadanie specjalne                     | Zestrzelenie samolotu szpiegowskiego Lockheed U-2 nad terytorium ZSRR  | 1984                 | 40 min       |                   | Telewizja Polska                     |
| Zemsta                                | Organizacja Tajnej Armii                                               | 1984                 | 31 min       |                   | Telewizja Polska                     |
| Nieznana Historia Bomby "A"           |                                                                        | 1985                 | 24 min       | Tomasz Kostuch    | Telewizja Polska                     |
| Operacja "Lew Morski"                 |                                                                        | 1987                 |              |                   | Telewizja Polska                     |
| Bitwa o Anglię                        | Bitwa o Anglię                                                         | 1989                 | 25 min       |                   | Telewizja Polska                     |
| Wietnam                               | Wojna wietnamska                                                       | 1989                 |              |                   | Telewizja Polska                     |
| Dwa Pociski                           | Zabójstwo Olofa Palmego                                                | 1989                 |              |                   | Telewizja Polska                     |
| Tajemnica Dallas                      | Zamach na Johna F. Kennedy’ego                                         | 1990                 | 40 min       |                   | Telewizja Polska                     |
| Nieznana wojna                        | Wojna zimowa                                                           | 1992                 | 30 min       |                   | Telewizja Polska                     |
| Tajna historia                        | Kim Philby                                                             | 1992                 | 28 min       |                   | Telewizja Polska                     |
| Tragedia na pustyni                   | Operacja Orli Szpon                                                    | 1992                 | 29 min       |                   | Telewizja Polska                     |
| Szaleństwa boga wojny                 | Historia powstania broni pancernej                                     | 1992                 | 40 min       |                   | Telewizja Polska                     |
| Śmierć Stalina                        | Śmierć Józefa Stalina                                                  | 1992                 | 45 min       |                   | Telewizja Polska                     |
| Pojedynek na pustyni cz. 1            | II wojna światowa w Afryce                                             | 1992                 | 27 min       | Barbara Gajos     | Telewizja Polska                     |
| Pojedynek na pustyni cz. 2            | II wojna światowa w Afryce                                             | 1992                 | 30 min       | Barbara Gajos     | Telewizja Polska                     |
| Dieppe                                | 1992                                                                   |                      |              |                   | Telewizja Polska                     |
| Chińska bomba atomowa                 | Chińska bomba atomowa                                                  | 1993                 | 24 min       | Barbara Gajos     | Telewizja Polska                     |
| Osaczeni cz. 1                        | Procesy norymberskie                                                   | 1993                 |              | Tomasz Kostuch    | Telewizja Polska                     |
| Osaczeni cz. 2                        | Procesy norymberskie                                                   | 1993                 |              |                   | Telewizja Polska                     |
| Osaczeni cz. 3                        | Procesy norymberskie                                                   | 1993                 | 25 min       |                   | Telewizja Polska                     |
| Stalin. Droga do władzy cz. 1         | Droga do władzy Józefa Stalina                                         | 1993                 | 20 min       | Tomasz Kostuch    | Telewizja Polska                     |
| Stalin. Droga do władzy cz. 2         | Droga do władzy Józefa Stalina                                         | 1993                 | 20 min       | Tomasz Kostuch    | Telewizja Polska                     |
| Stalin. Droga do władzy cz. 3         | Droga do władzy Józefa Stalina                                         | 1993                 |              | Tomasz Kostuch    | Telewizja Polska                     |
| Stalin. Droga do władzy cz. 4         | Droga do władzy Józefa Stalina                                         | 1993                 |              | Tomasz Kostuch    | Telewizja Polska                     |
| Najgłębsza tajemnica cz. 1            | K-278 Komsomolec                                                       | 1993                 |              |                   | Telewizja Polska                     |
| Najgłębsza tajemnica cz. 2            | K-278 Komsomolec                                                       | 1993                 | 26 min       |                   | Telewizja Polska                     |
| Radziecka bomba „A” cz. 1             | Radziecka bomba atomowa                                                | 1993                 |              | Tomasz Kostuch    | Telewizja Polska                     |
| Radziecka bomba „A” cz. 2             | Radziecka bomba atomowa                                                | 1993                 | 30 min       | Tomasz Kostuch    | Telewizja Polska                     |
| Radziecka bomba „A” cz. 3             | Radziecka bomba atomowa                                                | 1993                 | 26 min       | Tomasz Kostuch    | Telewizja Polska                     |
| Ambasador Andropow informuje          | Powstanie węgierskie 1956                                              | 1994                 | 24 min       |                   | Telewizja Polska                     |
| Sprawa Rosenbergów cz. 1              | Sprawa Rosenbergów                                                     | 1994                 |              |                   | Telewizja Polska                     |
| Sprawa Rosenbergów cz. 2              | Sprawa Rosenbergów                                                     | 1994                 |              |                   | Telewizja Polska                     |
| Cycero                                | Elyas Bazna                                                            | 1994                 |              |                   | Telewizja Polska                     |
| Zabójstwo Roberta Kennedyego          | Zamach na Roberta F. Kennedy’ego                                       | 1994                 | 25 min       |                   | Telewizja Polska                     |
| Jak hartowała się stal                | Boris Sawinkow                                                         | 1994                 | 30 min       |                   | Telewizja Polska                     |
| Powers cz. 1                          | Gary Powers                                                            | 1994                 |              |                   | Telewizja Polska                     |
| Powers cz. 2                          | Gary Powers                                                            | 1994                 |              |                   | Telewizja Polska                     |
| Operacja Suez '56                     | Kryzys sueski                                                          | 1994                 | 40 min       |                   | Telewizja Polska                     |
| Tajemnica Pearl Harbor                | Atak na Pearl Harbor                                                   | 1994                 | 40 min       |                   | Telewizja Polska                     |
| Dulles                                | Allen Dulles                                                           | 1994                 |              |                   | Telewizja Polska                     |
| Księga szpiegów                       | Zestrzelenie samolotu szpiegowskiego Lockheed U-2 nad ZSRR             | 1994                 | 25 min       |                   | Telewizja Polska                     |
| Rajd na St. Nazaire cz. 1             | Operacja „Chariot”                                                     | 1994                 |              | Arek Bieńkowski   | Telewizja Polska                     |
| Rajd na St. Nazaire cz. 2             | Operacja „Chariot”                                                     | 1994                 | 30 min       | Arek Bieńkowski   | Telewizja Polska                     |
| Tajemniczy dr Sorge                   | Richard Sorge                                                          | 1994                 | 24 min       | Tomasz Kostuch    | Telewizja Polska                     |
| Trocki                                | Lew Trocki                                                             | 1995                 | 30 min       |                   | Telewizja Polska                     |
| Ostatni dzień Hitlera cz. 1           | Śmierć Adolfa Hitlera                                                  | 1995                 |              | Tomasz Kostuch    | Telewizja Polska                     |
| Ostatni dzień Hitlera cz. 2           | Śmierć Adolfa Hitlera                                                  | 1995                 | 30 min       | Tomasz Kostuch    | Telewizja Polska                     |
| Prezydent dziękuje                    | Incydent w Zatoce Tonkińskiej                                          | 1995                 | 25 min       |                   | Telewizja Polska                     |
| Zamach na Lenina                      | Zamach na Włodzimierza Lenina                                          | 1995                 | 22 min       | Tomasz Kostuch    | Telewizja Polska                     |
| No pasarán                            | Hiszpańska wojna domowa                                                | 1995                 | 27 min       | Tomasz Kostuch    | Telewizja Polska                     |
| Dzień który wstrząsnął światem        | Zamach na arcyksięcia Franciszka Ferdynanda                            | 1995                 | 35 min       |                   | Telewizja Polska                     |
| Siła ognia                            | Powstanie warszawskie                                                  | 1995                 | 30 min       |                   | Telewizja Polska                     |
| Operacja „RJaN”                       | Operacja „RJaN”                                                        | 1995                 |              |                   | Telewizja Polska                     |
| Największa tajemnica księcia Windsoru | Kryzys abdykacyjny Edwarda VIII Windsor                                | 1995                 | 25 min       | Tomasz Kostuch    | Telewizja Polska                     |
| Pojedynek gigantów                    | Kryzys i eskalacja w stosunkach USA i ZSRR w latach 1953-1962          | 1995                 | 30 min       |                   | Telewizja Polska                     |
| Tajemniczy lot Rudolfa Heßa           | Lot do Wielkiej Brytanii Rudolfa Heßa                                  | 1995                 |              |                   | Telewizja Polska                     |
| Wyrok wykonano cz. 1                  | Oleg Pieńkowski                                                        | 1995                 |              |                   | Telewizja Polska                     |
| Wyrok wykonano cz. 2                  | Oleg Pieńkowski                                                        | 1995                 | 30 min       |                   | Telewizja Polska                     |
| Na własne ryzyko                      | Odsunięcie od władzy sekretarza generalnego KC KPZR Nikity Chruszczowa | 1995                 | 30 min       |                   | Telewizja Polska                     |
| Tajemnice zamachu na Papieża cz. 1    | Zamach na Jana Pawła II                                                | 1995                 |              | Henryk Talar      | Telewizja Polska                     |
| Tajemnice zamachu na Papieża cz. 2    | Zamach na Jana Pawła II                                                | 1996                 |              | Henryk Talar      | Telewizja Polska                     |
| Afganistan cz. 1                      | Radziecka interwencja w Afganistanie                                   | 1996                 | 25 min       |                   | Telewizja Polska                     |
| Afganistan cz. 2                      | Radziecka interwencja w Afganistanie                                   | 1996                 | 25 min       |                   | Telewizja Polska                     |
| Jak umierali bogowie cz. 1            | Feliks Dzierżyński                                                     | 1996                 | 30 min       |                   | Telewizja Polska                     |
| Jak umierali bogowie cz. 2            | Gienrich Jagoda i Nikołaj Jeżow                                        | 1996                 |              |                   | Telewizja Polska                     |
| Jak umierali bogowie cz. 3            | Ławrientij Beria                                                       | 1996                 | 25 min       |                   | Telewizja Polska                     |
| Laboratorium X                        |                                                                        | 1996                 |              |                   | Telewizja Polska                     |
| Sobowtór                              |                                                                        | 1996                 |              |                   | Telewizja Polska                     |
| Operacja „Barbarossa”                 | Atak Niemiec na ZSRR                                                   | 1996                 |              |                   | Telewizja Polska                     |
| Pięciu wspaniałych                    | Siatka szpiegowska Cambridge                                           | 1996                 |              |                   | Telewizja Polska                     |
| Tajemnica Martina Bormanna cz. 1      | Martin Bormann                                                         | 1996                 |              |                   | Telewizja Polska                     |
| Tajemnica Martina Bormanna cz. 2      | Martin Bormann                                                         | 1996                 |              |                   | Telewizja Polska                     |
| Tajemnica bomby "A" cz. 1             | Radziecka bomba atomowa                                                | 1996                 | 23 min       |                   | Telewizja Polska                     |
| Tajemnica bomby "A" cz. 2             | Radziecka bomba atomowa                                                | 1996                 | 22 min       |                   | Telewizja Polska                     |
| Agonia                                |                                                                        | 1997                 |              |                   | Telewizja Polska                     |
| Tajna wojna Hitlera cz. 1             |                                                                        | 1997                 |              | Tomasz Kostuch    | Telewizja Polska                     |
| Tajna wojna Hitlera cz. 2             |                                                                        | 1997                 |              | Tomasz Kostuch    | Telewizja Polska                     |
| Tajna wojna Hitlera cz. 3             |                                                                        | 1997                 |              | Tomasz Kostuch    | Telewizja Polska                     |
| Najwyższa stawka cz. 1                |                                                                        | 1997                 |              | Tomasz Kostuch    | Telewizja Polska                     |
| Najwyższa stawka cz. 2                |                                                                        | 1997                 |              | Tomasz Kostuch    | Telewizja Polska                     |
| Najwyższa stawka cz. 3                |                                                                        | 1997                 |              | Tomasz Kostuch    | Telewizja Polska                     |
| Luka                                  |                                                                        | 1997                 |              |                   | Telewizja Polska                     |
| Szpieg świata                         |                                                                        | 1997                 |              |                   | Telewizja Polska                     |
| Bunkier cz. 1                         |                                                                        | 1997                 |              |                   | Telewizja Polska                     |
| Bunkier cz. 2                         |                                                                        | 1997                 |              |                   | Telewizja Polska                     |
| Narodziny wojny cz. 1                 |                                                                        | 1997                 |              |                   | Telewizja Polska                     |
| Narodziny wojny cz. 2                 |                                                                        | 1998                 |              |                   | Telewizja Polska                     |
| Potęga nowej broni                    |                                                                        | 1998                 |              |                   | Telewizja Polska                     |
| Po I wojnie światowej                 |                                                                        | 1998                 |              |                   | Telewizja Polska                     |
| Admirał Darlan                        | François Darlan                                                        | 1998                 |              |                   | Telewizja Polska                     |
| Mata Hari                             | Mata Hari                                                              | 1998                 |              | Tomasz Kostuch    | Telewizja Polska                     |
| Złoto Romanowów                       | Zgładzenie Mikołaja II                                                 | 1998                 | 24 min       | Tomasz Kostuch    | Telewizja Polska                     |
| Oddział specjalny cz. 1               |                                                                        | 1998                 |              | Tomasz Kostuch    | Telewizja Polska                     |
| Oddział specjalny cz. 2               |                                                                        | 1998                 |              | Tomasz Kostuch    | Telewizja Polska                     |
| Oddział specjalny cz. 3               |                                                                        | 1998                 |              | Tomasz Kostuch    | Telewizja Polska                     |
| Fabryki śmierci cz. 1                 |                                                                        | 1998                 |              | Tomasz Kostuch    | Telewizja Polska                     |
| Fabryki śmierci cz. 2                 |                                                                        | 1998                 |              | Tomasz Kostuch    | Telewizja Polska                     |
| Śmierć księżnej Diany                 | Śmierć księżnej Diany                                                  | 1998                 |              |                   | Telewizja Polska                     |
| Dwa żywioły – pancerz                 | Ewolucja technologiczna czołgu                                         | 1998                 |              |                   | Telewizja Polska                     |
| Dwa żywioły – skrzydła                | Ewolucja technologiczna samolotów                                      | 1998                 |              |                   | Telewizja Polska                     |
| Jak zabić Fidela?                     | Zamachy na Fidela Castro                                               | 1998                 |              |                   | Telewizja Polska                     |
| Operacja „Zeppelin”                   | Zamach na Józefa Stalina                                               | 1998                 |              |                   | Telewizja Polska                     |
| Oddział specjalny                     |                                                                        | 1998                 |              |                   | Telewizja Polska                     |
| Berlin '45 cz. 1                      | Operacja berlińska                                                     | 1998                 |              | Tomasz Kostuch    | Telewizja Polska                     |
| Berlin '45 cz. 2                      | Operacja berlińska                                                     | 1998                 |              | Tomasz Kostuch    | Telewizja Polska                     |
| Broń chemiczna                        |                                                                        | 1998                 |              |                   | Telewizja Polska                     |
| Tunele wojny                          |                                                                        | 1998                 |              |                   | Telewizja Polska                     |
| Pucz Janajewa cz. 1                   | Pucz moskiewski                                                        | 1998                 |              |                   | Telewizja Polska                     |
| Pucz Janajewa cz. 2                   | Pucz moskiewski                                                        | 1998                 |              |                   | Telewizja Polska                     |
| ORP „Orzeł” cz. 1                     | ORP „Orzeł”                                                            | 1998                 |              | Tomasz Kostuch    | Telewizja Polska                     |
| ORP „Orzeł” cz. 2                     | ORP „Orzeł”                                                            | 1998                 |              | Tomasz Kostuch    | Telewizja Polska                     |
| ORP „Orzeł” cz. 3                     | ORP „Orzeł”                                                            | 1998                 |              | Tomasz Kostuch    | Telewizja Polska                     |
| ORP „Orzeł” cz. 4                     | ORP „Orzeł”                                                            | 1998                 |              | Tomasz Kostuch    | Telewizja Polska                     |
| ORP „Orzeł” cz. 5                     | ORP „Orzeł”                                                            | 1998                 |              | Tomasz Kostuch    | Telewizja Polska                     |
| ORP „Orzeł” cz. 6                     | ORP „Orzeł”                                                            | 1998                 |              | Tomasz Kostuch    | Telewizja Polska                     |
| ORP „Orzeł” cz. 7                     | ORP „Orzeł”                                                            | 1998                 |              | Tomasz Kostuch    | Telewizja Polska                     |
| ORP „Orzeł” cz. 8                     | ORP „Orzeł”                                                            | 1998                 |              | Tomasz Kostuch    | Telewizja Polska                     |
| Podziemne wojny                       |                                                                        | 1998                 |              |                   | Telewizja Polska                     |
| Stalowe przymierze cz. 1              |                                                                        | 1998                 |              |                   | Telewizja Polska                     |
| Stalowe przymierze cz. 2              |                                                                        | 1999                 |              |                   | Telewizja Polska                     |
| Stalowe przymierze cz. 3              |                                                                        | 1999                 |              | Tomasz Kostuch    | Telewizja Polska                     |
| Stalowe przymierze cz. 4              |                                                                        | 1999                 |              | Tomasz Kostuch    | Telewizja Polska                     |
| Bomba Hitlera                         |                                                                        | 1999                 |              |                   | Telewizja Polska                     |
| Bomba Stalina                         |                                                                        | 1999                 |              |                   | Telewizja Polska                     |
| ZSRR pod rządami Stalina              |                                                                        | 1999                 |              |                   | Telewizja Polska                     |
| Enigma cz. 1                          | Enigma                                                                 | 1999                 |              |                   | Telewizja Polska                     |
| Enigma cz. 2                          | Enigma                                                                 | 1999                 |              |                   | Telewizja Polska                     |
| Pas-de-Calais                         |                                                                        | 1999                 |              |                   | Telewizja Polska                     |
| Ypres. Początek koszmaru              |                                                                        | 1999                 |              |                   | Telewizja Polska                     |
| Polska w ogniu: Polityka i żołnierze  |                                                                        | 1999                 |              |                   | Telewizja Polska                     |
| Polska w ogniu: O honor żołnierza     |                                                                        | 1999                 |              |                   | Telewizja Polska                     |
| Polska w ogniu: Chwała zwyciężonym    |                                                                        | 1999                 |              |                   | Telewizja Polska                     |
| Polska w ogniu: Droga do Katynia      |                                                                        | 1999                 |              |                   | Telewizja Polska                     |
| Polska w ogniu: Katyń cz.I            | Zbrodnia katyńska                                                      | 2000                 |              |                   | Telewizja Polska                     |
| Polska w ogniu: Katyń cz.II           | Zbrodnia katyńska                                                      | 2000                 |              |                   | Telewizja Polska                     |
| Czerwony Baron                        | Manfred von Richthofen                                                 | 2000                 |              |                   | Telewizja Polska                     |
| Tragedia i nadzieja cz. 1             |                                                                        | 2000                 |              | Wojciech Pacyna   | Telewizja Polska                     |
| Tragedia i nadzieja cz. 2             |                                                                        | 2000                 |              | Wojciech Pacyna   | Telewizja Polska                     |
| Tajemnica telegramu Zimmermana        |                                                                        | 2000                 |              |                   | Telewizja Polska                     |
| Tajemnica berlińskiego bunkra cz. 1   | Śmierć Adolfa Hitlera                                                  | 2000                 |              |                   | Telewizja Polska                     |
| Tajemnica berlińskiego bunkra cz. 2   | Śmierć Adolfa Hitlera                                                  | 2000                 |              |                   | Telewizja Polska                     |
| Tajemnica berlińskiego bunkra cz. 3   | Śmierć Adolfa Hitlera                                                  | 2000                 |              |                   | Telewizja Polska                     |
| Sprawa admirała Canarisa cz. 1        |                                                                        | 2000                 |              |                   | Telewizja Polska                     |
| Sprawa admirała Canarisa cz. 2        |                                                                        | 2000                 |              |                   | Telewizja Polska                     |
| Wojna cesarzy                         |                                                                        | 2000                 |              |                   | Telewizja Polska                     |
| Tajna kwatera                         |                                                                        | 2000                 |              |                   | Telewizja Polska                     |
| Tajna kwatera                         |                                                                        | 2000                 |              |                   | Telewizja Polska                     |
| Tajna kwatera                         |                                                                        | 2000                 |              |                   | Telewizja Polska                     |
| Rok 1941 cz. 1                        | Atak Niemiec na ZSRR                                                   | 2000                 |              |                   | Telewizja Polska                     |
| Rok 1941 cz. 2                        | Atak Niemiec na ZSRR                                                   | 2000                 |              |                   | Telewizja Polska                     |
| Rok 1941 cz. 3                        | Atak Niemiec na ZSRR                                                   | 2000                 |              |                   | Telewizja Polska                     |
| Beria: historia bezprawia cz. 1       | Ławrientij Beria                                                       | 7 stycznia 2001      |              |                   | Telewizja Polska                     |
| Beria: historia bezprawia cz. 2       | Ławrientij Beria                                                       | 4 lutego 2001        |              |                   | Telewizja Polska                     |
| Beria: historia bezprawia cz. 3       | Ławrientij Beria                                                       | 18 lutego 2001       |              |                   | Telewizja Polska                     |
| Wojna polsko-bolszewicka              | Wojna polsko-bolszewicka                                               | 2001                 |              | Wojciech Pacyna   | Telewizja Polska                     |
| Cios w plecy                          | Agresja ZSRR na Polskę                                                 | 2001                 |              |                   | Telewizja Polska                     |
| Zaginione archiwa cz. 1               | Roman Czerniawski                                                      | 8 kwietnia 2001      |              |                   | Telewizja Polska                     |
| Zaginione archiwa cz. 2               | Roman Czerniawski                                                      | 22 kwietnia 2001     |              |                   | Telewizja Polska                     |
| Zaginione archiwa cz. 3               | Roman Czerniawski                                                      | 17 czerwca 2001      |              |                   | Telewizja Polska                     |
| Ostatnia narada cz. 1                 |                                                                        | 4 marca 2001         |              |                   | Telewizja Polska                     |
| Ostatnia narada cz.2                  |                                                                        | 18 marca 2001        |              |                   | Telewizja Polska                     |
| Tajna gra                             |                                                                        | 2001                 |              |                   | Telewizja Polska                     |
| Najważniejsza bitwa Churchilla        |                                                                        | 19 listopada 2001    |              |                   | Telewizja Polska                     |
| Tajemnica Heinricha Himmlera          |                                                                        | 15 października 2001 |              |                   | Telewizja Polska                     |
| 24 godziny Igora Guzenko              | Igor Guzenko                                                           | 2002                 |              |                   | Telewizja Polska                     |
| Polowanie na mózgi                    |                                                                        | 2002                 |              |                   | Telewizja Polska                     |
| Śmierć marszałka                      | Michaił Tuchaczewski                                                   | 2002                 |              |                   | Telewizja Polska                     |
| Gorączka złota                        |                                                                        | 2002                 |              |                   | Telewizja Polska                     |
| Najwierniejszy żołnierz Hitlera       | Erwin Rommel                                                           | 2002                 | 50 min       |                   | Telewizja Polska                     |
| Wallenberg                            | Raoul Wallenberg                                                       | 2002                 |              |                   | Telewizja Polska                     |
| Więzień specjalny                     | Oleg Pieńkowski                                                        | 2002                 |              |                   | Telewizja Polska                     |
| Kutrzeba cz. 1                        | Tadeusz Kutrzeba                                                       | 2002                 |              |                   | Telewizja Polska                     |
| Kutrzeba cz. 2                        | Tadeusz Kutrzeba                                                       | 2002                 |              |                   | Telewizja Polska                     |
| Bitwa nad Bzurą                       | Bitwa nad Bzurą                                                        | 2002                 |              |                   | Telewizja Polska                     |
| Łowcy skarbów                         |                                                                        | 2002                 | 47 min       | Wojciech Pacyna   | Telewizja Polska                     |
| Chwała zwycięzcom                     | Powstanie wielkopolskie                                                | 2003                 | 54 min       | Adek Drabiński    | Telewizja Polska                     |
| Noc długich noży                      | Noc długich noży                                                       | 2003                 |              | Maciej Dutkiewicz | Telewizja Polska                     |
| Göring. Cena śmierci                  |                                                                        | 2003                 | 50 min       |                   | Telewizja Polska                     |
| Skarby III Rzeszy                     |                                                                        | 2003                 |              |                   | Telewizja Polska                     |
| Decydująca bitwa cz. 1                |                                                                        | 2003                 |              |                   | Telewizja Polska                     |
| Decydująca bitwa cz. 2                |                                                                        | 2003                 |              |                   | Telewizja Polska                     |
| Tajemnica bunkra Hitlera              |                                                                        | 2003                 | 48 min       |                   | Telewizja Polska                     |
| Tajemnica „Cicero”                    |                                                                        | 2003                 | 49 min       |                   | Telewizja Polska                     |
| Zaginiony skarb Rzeszy                |                                                                        | 2003                 |              |                   | Telewizja Polska                     |
| Zabójcy                               |                                                                        | 2003                 |              |                   | Telewizja Polska                     |
| Decydujący cios                       |                                                                        | 19 kwietnia 2004     |              |                   | Telewizja Polska                     |
| Mata Hari                             | Mata Hari                                                              | 11 października 2004 |              | Adek Drabiński    | Telewizja Polska                     |
| Pojedynek w Venlo                     |                                                                        | 15 listopada 2004    |              |                   | Telewizja Polska                     |
| Bitwa pod Mokrą. Siła kawalerii cz. 1 | Bitwa pod Mokrą                                                        | 20 września 2004     |              |                   | Telewizja Polska                     |
| Bitwa pod Mokrą. Siła kawalerii cz. 2 | Bitwa pod Mokrą                                                        | 2004                 |              |                   | Telewizja Polska                     |
| Tajemniczy zamek                      |                                                                        | 24 maja 2004         |              |                   | Telewizja Polska                     |
| Operacja „OdeSSa” cz. 1               | ODESSA                                                                 | 16 lutego 2004       |              |                   | Telewizja Polska                     |
| Operacja „OdeSSa” cz. 2               | ODESSA                                                                 | 15 marca 2004        |              |                   | Telewizja Polska                     |
| Czerwona Orkiestra                    | Czerwona Orkiestra                                                     | 19 stycznia 2004     |              |                   | Telewizja Polska                     |
| Syndykat zabójców                     | Morderstwa polityczne dokonane przez agentów KGB                       | 20 grudnia 2004      | 45 min       | Adek Drabiński    | Telewizja Polska                     |
| Historia nikczemności                 |                                                                        | 21 lutego 2005       | 45 min       | Adek Drabiński    | Telewizja Polska                     |
| Pseudonim „Puch”                      | Nikołaj Kuzniecow                                                      | 21 marca 2005        | 45 min       | Adek Drabiński    | Telewizja Polska                     |
| Tajna sprawa                          | Boris Sawinkow                                                         | 17 stycznia 2005     | 45 min       | Adek Drabiński    |                                      |
| Operacja „Foxley”                     | Operacja „Foxley”                                                      | 18 kwietnia 2005     |              | Adek Drabiński    |                                      |
| Krew, miłość, zdrada                  | Jerzy Sosnowski (oficer wywiadu)                                       | 12 kwietnia 2015     |              | Robert Wichrowski | National Geographic Telewizja Polska |
| Strażnicy skarbów                     |                                                                        | 26 kwietnia 2015     |              | Robert Wichrowski | National Geographic Telewizja Polska |
| Największy wróg Hitlera               |                                                                        | 10 maja 2015         |              |                   | National Geographic Telewizja Polska |
| Astrolog                              |                                                                        | 24 maja 2015         |              | Robert Wichrowski | National Geographic Telewizja Polska |
| Szabla polska                         |                                                                        | 18 października 2015 |              | Robert Wichrowski | National Geographic Telewizja Polska |
| Własow                                | Andriej Własow                                                         | 25 października 2015 |              | Robert Wichrowski | National Geographic Telewizja Polska |
| Enigma cz. 1                          | Enigma                                                                 | 1 listopada 2015     |              |                   | National Geographic Telewizja Polska |
| Enigma cz. 2                          | Enigma                                                                 | 8 listopada 2015     |              |                   | National Geographic Telewizja Polska |
| Enigma cz. 3                          | Enigma                                                                 | 23 listopada 2015    |              | Robert Wichrowski | National Geographic Telewizja Polska |
| Enigma cz.4                           | Enigma                                                                 | 22 listopada 2015    |              | Robert Wichrowski | National Geographic Telewizja Polska |